# Ejder Ibrahimov
Ejder Ibrahimov (en azerí: Əjdər İbrahimov; Asjabad, 29 de abril de 1919 - Moscú, 20 de septiembre de 1993) fue director de cine, guionista, actor y pedagogo de Azerbaiyán y Rusia, Artista del Pueblo de la RSS de Azerbaiyán y Artista del pueblo de la URSS.

## Biografía
Ejder Ibrahimov nació el 29 de abril en Asjabad. Después de la guerra mundial ingresó de la Universidad Panrusa Guerásimov de Cinematografía  y se graduó en 1952. Comenzó su carrera en el estudio de cine Turkmenfilm. Desde 1953 hasta 1959 trabajó en Azerbaijanfilm. De 1959 a 1962 trabajó en Vietnam del Norte con el director de cine de Uzbekistán, Malik Kayumov. Desde 1962 trabajó en el estudio de cine Mosfilm. En 1974-1976 fue jefe del curso en la Universidad de Cultura de Moscú. Él fue miembro de la Unión de Cineastas de la Unión Soviética y del Partido Comunista de la Unión Soviética. Ejder Ibrahimov recibió el título “Artista del Pueblo de la RSS de Azerbaiyán” en 1967 y “Artista del pueblo de la Unión Soviética”  en 1991. 
Ejder Ibrahimov murió el 20 de septiembre de 1993 en Moscú y fue enterrado en el Callejón de Honor de Bakú.

## Filmografía
- 1953 – “Firuze”
- 1955 – “Bekhtiyar”
- 1966 – “26 comisarios de Bakú”
- 1971 – “Las estrellas no se apagan”
- 1978 - “Suegra”
- 1979 – “El hombre raro”

## Premios y títulos
- Artista de Honor de la RSS de Azerbaiyán (1960)
- Artista del Pueblo de la RSS de Azerbaiyán (1967)
- Artista del pueblo de la URSS (1991)
- Orden de la Bandera Roja del Trabajo
- Orden de la Amistad de los Pueblos
- Orden de la Insignia de Honor